# Ariel Lin
Ariel Lin Yin Chen (cinese: 林依晨; pinyin: Lín Yīnchén; Taipei, 29 ottobre 1982) è una cantante e attrice taiwanese.
Lin è stata scoperta nel varietà televisivo taiwanese Guess, dove ha vinto la competizione "Pretty Subway Girl". Dopo essere apparsa in diversi drama televisivi taiwanesi nei primi anni del 2000, è salita alla ribalta recitando nel ruolo di Yuan Xiang Qin nel popolare drama It Started With a Kiss, insieme a Joe Cheng.
Lin ha avuto ulteriore successo nel drama Tokyo Juliet, recitando nel ruolo di Lin Lai Sui insieme a Wu Chun e Simon Yam. Attualmente sta lavorando al drama Legend of the Condor Heroes (nel ruolo di Huang Rong, insieme a Hu Ge). Ha frequentato la National Chengchi University di Taiwan, laureandosi in lingua coreana. Lavorerà ancora con Joe Cheng in una nuova serie televisiva dal titolo Love or Bread.

## Filmografia

### Drama
- In Time With You (FTV/GTV, 2011)
- Love or Bread (GTV/CTV, 2008)
- Legend of the Condor Heroes (XMTV, 2008)
- They Kiss Again(GTV/CTV, 2007)
- Tokyo Juliet (GTV, 2006)
- Tian Wai Fei Xian (CTV, 2006)
- It Started With a Kiss (GTV/CTV, 2005)
- Love Contract (TVBS-G, 2004)
- My Secret Garden II (CTV, 2004)
- Seventh Grade (TVBS, 2003)
- My Secret Garden (CTV, 2003)
- Ming Yang Si Hai (TTV, 2003)
- True Love 18 (GTV, 2002)

### Film
- Kung Fu Girls (2003) (空手道少女組)
- Love Me, If You Can (2003) (飛躍情海)
- Free as Love (2004)
- Memory Loss (2011)
- Substitute Teacher (2012)
- Sweet Alibis (2014) (甜密殺機)
- Dive In 2014 (2014)
- Go Lala Go 2 (2015) (追婚日記)

## Riconoscimenti
- 43rd Golden Bell Awards: Migliore Attrice per They Kiss Again (CTV, GTV, 2007)

## Musica
- Lonely Northern Hemisphere (孤單北半球) (sigla finale di Love Contract)
- It Had to be You (非你莫屬) (sigla finale di Tokyo Juliet)
- You (你 Ni) (sigla finale di They Kiss Again)
- Lunia Opening Theme (sigla iniziale di Lunia: Record of Lunia War)
- The Taste of Bread (麵包的滋味) (sigla finale di Love or Bread)

## Libri
- Ariel's Blog (林家女孩依晨的青春部落格), pubblicato nel 2005
- 林依晨的紐約貝果日記, pubblicato nel 2008